# فيل أوف يورك (دائرة انتخابية في المملكة المتحدة)
فيل أوف يورك (بالإنجليزية: Vale of York)‏ هي إحدى الدوائر الانتخابية في المملكة المتحدة الممثلة في مجلس العموم في برلمان المملكة المتحدة.
عضو البرلمان الذي يمثلها حالياً هو :Miss Anne McIntosh (Con).